# Słupia (Końskie)
Pour les articles homonymes, voir Słupia.
Słupia est un village polonais de la voïvodie de Sainte-Croix et du powiat de Końskie. Il est le siège de la gmina de Słupia et compte environ 290 habitants.